# Lithospermum arvense

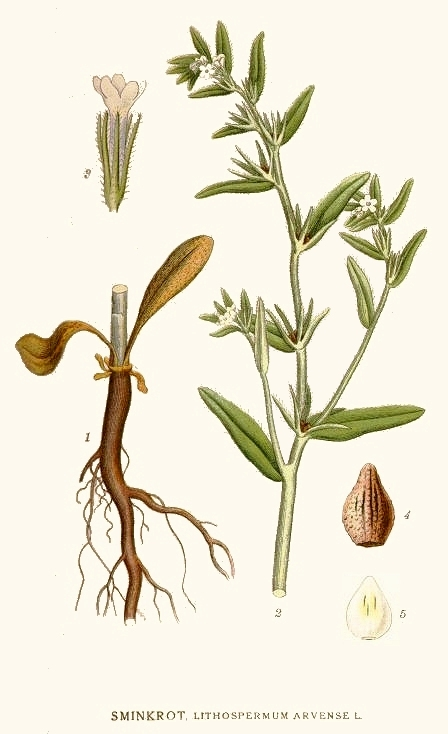

Aljofareira (Lithospermum arvense) é uma planta anual nativa da Europa e da Ásia que pertence à família das boragináceas. Possui esse nome, pois sua semente parece com um aljofar.

## Sinonímia
- Buglossoides arvensis (L.) Johnston;
- Rhytispermum arvense (L.) Link.